# Néophyte Ier de Constantinople
Pour les articles homonymes, voir Néophyte Ier.
Néophyte Ier de Constantinople (en grec : Νεόφυτος Α΄) est patriarche de Constantinople  entre octobre et fin novembre 1154.

## Biographie
Néophyte était un reclus qui est élu patriarche au mois d’octobre 1154. Mal reçu par le clergé, il quitte le palais patriarcal moins d’un mois après et avant d’être intronisé.